# Pseudosauris postfulvata
Pseudosauris postfulvata là một loài bướm đêm trong họ Geometridae.